# Kathleen Rose Perkins
Kathleen Rose Perkins (New Baltimore, Míchigan; 15 de noviembre de 1974) es una actriz estadounidense. Su carrera despegó en 2001 con un papel en la serie The Fighting Fitzgeralds. Ha aparecido en más de 20 series de televisión y películas, incluyendo papeles en 'Til Death, NCIS: Los Angeles, Trust Me, Gary Unmarried, Tell Me You Love Me, Castle y The Game, entre otros.
Tiene un papel recurrenteen Episodes con Matt LeBlanc, Tamsin Greig y Stephen Mangan, estrenándose en enero de 2011.

## Filmografía

### Películas
| Año  | Título                         | Papel                  |
| ---- | ------------------------------ | ---------------------- |
| 2004 | Burning Annie                  | Jen                    |
| 2005 | Living 'til the End            | Cynthia                |
| 2010 | 10 Years Later                 | Miranda Miller-Huffman |
| 2012 | The Pact                       | Liz                    |
| 2012 | Cowgirls 'n Angels             | Rebecca                |
| 2013 | Paradise                       | Amber                  |
| 2013 | Enough Said                    | Fran                   |
| 2014 | The Skeleton Twins             | Carlie                 |
| 2014 | Home, James                    | Anita Massie           |
| 2014 | A Short History of Decay       | Shelly                 |
| 2014 | Six Dance Lessons in Six Weeks | Susie                  |
| 2014 | Perdida                        | Shawna Kelly           |
| 2015 | The Better Half                | Calista / Cali Ryan    |
| 2015 | How Sarah Got Her Wings        | Daphne                 |
| 2018 | Almost Home                    | Linda                  |

### Televisión
| Año        | Título                             | Papel                | Notas                                                |
| ---------- | ---------------------------------- | -------------------- | ---------------------------------------------------- |
| 2001       | The Fighting Fitzgeralds           | Eliza                | Episodio: "The Easter Rebellion"                     |
| 2003       | Miss Match                         | Joanna               | Episodio: "The Love Bandit"                          |
| 2003       | Without a Trace                    | Amy Horton           | Episodio: "Coming Home"                              |
| 2005       | Suzanne's Diary for Nicholas       | Kate Wilkinson       | Telefilm                                             |
| 2005       | Talk Show Diaries                  | Marion               | Telefilm                                             |
| 2005       | Living with Fran                   | Laurie               | Episodio: "The Reunion"                              |
| 2005       | Just Legal                         | Nadine Abbot         | Episodio: "The Limit"                                |
| 2005       | How I Met Your Mother              | Marybeth             | Episodio: "The Limo"                                 |
| 2006       | Four Kings                         | Phyllis              | Episodio: "Chest, Mate"                              |
| 2006       | Stacked                            | Zoey                 | Episodios: "The Third Date", "You're Getting Sleepy" |
| 2006–07    | Help Me Help You                   | Jocelyn              | Personaje recurrente (4 episodios)                   |
| 2008       | Nip/Tuck                           | Tabitha Maloney      | Episodio: "Kyle Ainge"                               |
| 2008       | Eli Stone                          | Donna Milton         | Episodio: "One More Try"                             |
| 2008       | Grey's Anatomy                     | Sarah                | Episodio: "Piece of My Heart"                        |
| 2008       | Never Better                       | Claire               | Telefilm                                             |
| 2008, 2009 | The Game                           | Faye                 | Personaje recurrente (2 episodios)                   |
| 2009       | Trust Me                           | Amy                  | Personaje recurrente (6 episodios)                   |
| 2009       | Gary Unmarried                     | Joan Plummer         | Personaje recurrente (4 episodios)                   |
| 2009       | Castle                             | Elise Finnegan       | Episodio: "Fool Me Once..."                          |
| 2009       | Married Not Dead                   | Christine            | Telefilm                                             |
| 2009–10    | 'Til Death                         | Ms. Duffy            | Personaje recurrente (12 episodios)                  |
| 2009–13    | NCIS: Los Angeles                  | Coroner Rose Carlyle | Personaje recurrente (5 episodios)                   |
| 2010       | The Mentalist                      | Willa Brock          | Episodio: "Rose-Colored Glasses"                     |
| 2010       | Law & Order: LA                    | Amy Powell           | Episodio: "Sylmar"                                   |
| 2011       | Lie to Me                          | Colette Bradley      | Episodio: "Gone"                                     |
| 2011       | Man Up!                            | Becky                | Episodio: "Letting Go"                               |
| 2011       | Private Practice                   | Jodi                 | Episodio: "Remember Me"                              |
| 2011–17    | Episodes                           | Carol Rance          | Personaje principal (33 episodios)                   |
| 2012       | Royal Pains                        | Lucy Walker          | Episodio: "A Farewell to Barnes"                     |
| 2012       | The Exes                           | Dr. Carol Thomas     | Episodio: "Analyze Them"                             |
| 2013       | The Gates                          | Helen Baxley         | Telefilm                                             |
| 2013       | Person of Interest                 | Vanessa Watkins      | Episodio: "Reasonable Doubt"                         |
| 2015       | Ballot Monkeys                     | Melanie Buck         |                                                      |
| 2015       | The Millers                        | Miss Sparks          | Episodio: "Hero"                                     |
| 2016–      | Colony                             | Jennifer McMahon     | 11 episodios                                         |
| 2016       | Abducted: The Jocelyn Shaker Story | Caitlin Shaker       | Telefilm                                             |
| 2016–      | You're the Worst                   | Priscilla            | Personaje recurrente, temporadas 3 y 4               |
| 2016       | Code Black                         | Dr. Amanda Nolan     | Personaje recurrente, temporada 2                    |
| 2020       | Esta mierda me supera              | Sra. Novak           | Personaje principal (6 episodios)                    |